# Simon Singh

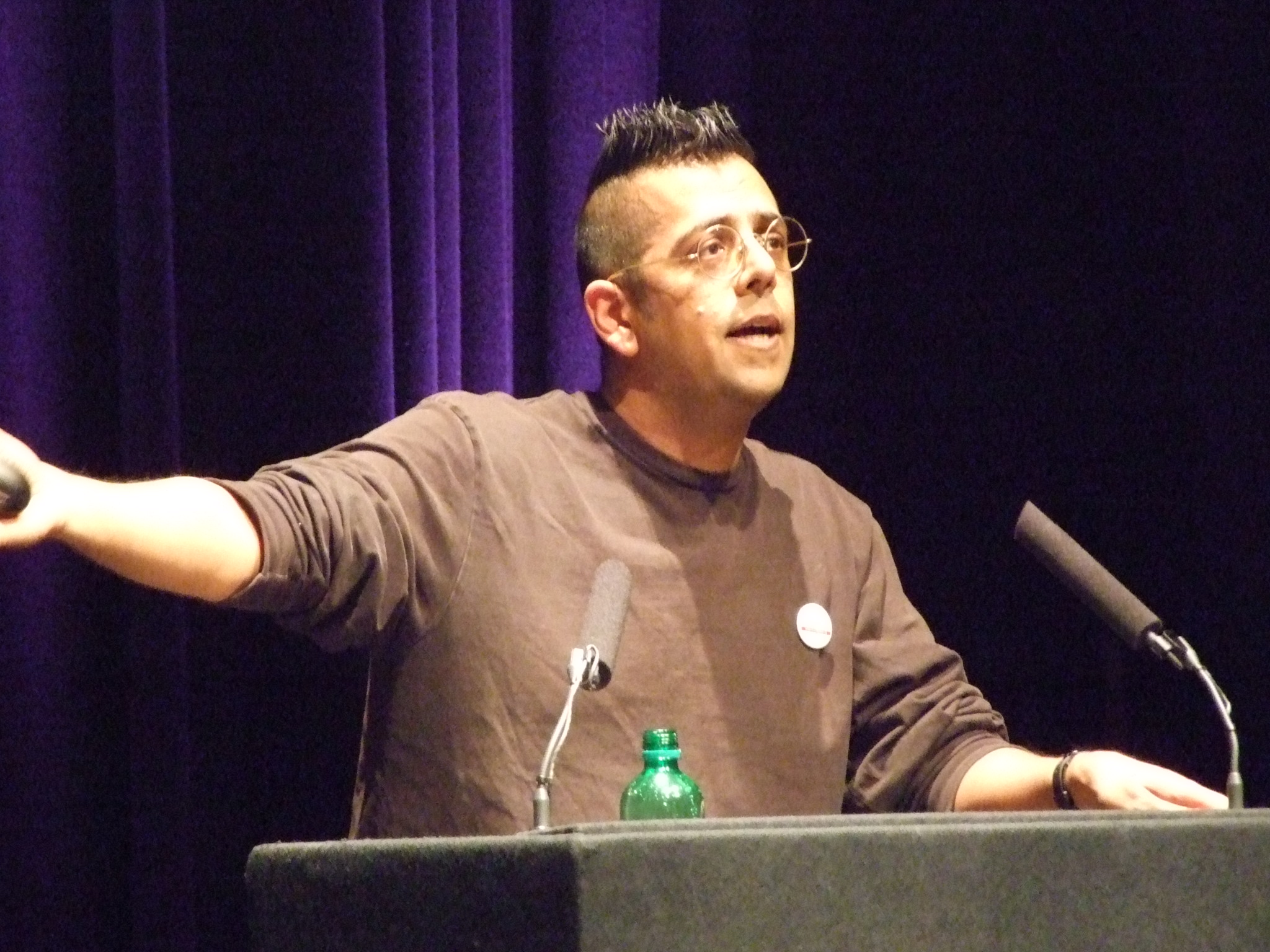
Simon Singh habla en el TAM London en octubre de 2009.

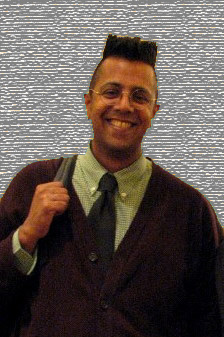
Simon Singh habla en el JREF TAM8 en julio de 2010.

Simon Lehna Singh (Somerset, 19 de septiembre de 1964) es un escritor y físico británico de ascendencia india, que se especializa en escribir sobre asuntos de matemática y ciencia de una manera accesible al público no especializado.

## Biografía
En 1950, sus padres panyabíes emigraron desde la India hacia el Reino Unido Singh nació el 19 de septiembre de 1964 (60 años).
Singh creció en Wellington. Es el menor de tres hermanos; su hermano mayor es Tom Singh, el fundador de la cadena de tiendas New Look del Reino Unido.
Asistió a la Wellington School, y luego al Escuela Imperial de Londres, donde cursó física. Fue muy activo en la unión estudiantil, convirtiéndose en presidente de la Royal College of Science Union, la cual instigó reformas que enajenaron a muchos activistas. Más tarde completó su doctorado en física de partículas en el Emmanuel College y en el CERN. En 1990 se unió al Departamento de Ciencia de la BBC, donde fue productor y director, trabajando en programas como El mundo del mañana y Horizon.
En 1996 dirigió el documental El último teorema de Fermat, acerca de uno de los problemas matemáticos más notorios. Resultó ganador del premio BAFTA. La película fue memorable por su primer plano, en el que un matemático de mediana edad, Andrew Wiles, rompe a llorar al recordar el momento en que, tras varios años trabajando en secreto, creyó haber resuelto el problema, divulgó su demostración y descubrió que aún tenía un fallo. El documental también se emitió en Estados Unidos como parte de la serie NOVA. "La demostración", como se retituló, fue nominada a un premio Emmy.

## Demanda por sus denuncias contra las pseudociencias
En 2008, la Asociación Británica de Quiropráctica demandó a Singh por difamación, debido a sus afirmaciones en un artículo en el diario The Guardian
El artículo era acerca de su libro Trick or treatment? Alternative medicine on trial, en el que hizo varias afirmaciones acerca de la inutilidad de la quiropraxia «para problemas tales como una infección de oído y los cólicos de los niños»:

Se podría pensar que los quiroprácticos modernos se limitan a tratar los problemas de espalda, pero en realidad todavía tienen algunas ideas muy locas. Los fundamentalistas sostienen que pueden curar cualquier cosa. E incluso los más moderados quiroprácticos tienen ideas por encima de su capacidad. La Asociación Británica de Quiropráctica afirma que sus miembros pueden ayudar a tratar a niños con cólicos, problemas de sueño y alimentación, frecuentes infecciones de oído, asma y llanto prolongado, a pesar de que no hay un ápice de evidencia a su favor. Esta organización es la cara respetable de la profesión quiropráctica y, sin embargo, promueve tratamientos falsos.
Simon Singh

Singh señaló que impugnaría la acción enérgicamente: «Lo que está en juego es un tema importante de la libertad de expresión».
Debido a la ola de repercusiones mediáticas, el 15 de abril de 2010 la BCA retiró oficialmente su demanda, dando por finalizado el caso.
Sus escritos incluyen:
- El último teorema de Fermat,
- Trick or treatment? Alternative medicine on trial
- The code book (sobre criptografía y su historia) y
- Big bang (acerca de la teoría del Big Bang y el origen del universo).

### Programas de radio
- «The five most important numbers in mathematics», artículo de Simon Singh.
- «Another five numbers», artículo de Simon Singh.
- «A further five numbers», artículo de Simon Singh.

### Otros
- Theatre of Science, Simon Singh and Richard Wiseman funded by NESTA
- Undergraduate Ambassadors’ Scheme, co-founded by Simon Singh
- «No miracle cure for junk science» (‘no hay curas milagrosas para las falsas ciencias’), Simon Singh
- Beware the spinal trap - The Guardian, 19 April 2008. Private mirror by Svetlana Pertsovich of original article.
- The British Chiropractic Association web site.
- Fair and accurate report of the libel suit which the BCA has brought against Simon Singh, by respected legal commentator Jack of Kent. This report is drawn from the actual Statement of case filed by the BCA at the British High Court of Justice.
- In lieu of any press release or public statement by the BCA in this matter, Ten questions that bca members should now be asking, an analysis of the legal and practical position that BCA members are in as a result of this lawsuit, by Jack of Kent.
- Chiropractors try to silence Simon Singh: excerpts of of original article with commentary and links to further discussions.

- Datos: Q442643
- Multimedia: Simon Singh / Q442643